# Novoukraiinka, Novotroiițke
Novoukraiinka (în ucraineană Новоукраїнка) este un sat în comuna Volodîmîro-Illinka din raionul Novotroiițke, regiunea Herson, Ucraina.

## Demografie
Componența lingvistică a localității Novoukraiinka
     Ucraineană (74,73%)
     Rusă (25,27%)
Conform recensământului din 2001, majoritatea populației localității Novoukraiinka era vorbitoare de ucraineană (74,73%), existând în minoritate și vorbitori de rusă (25,27%).